# Instytut Badań Regionalnych Biblioteki Śląskiej
Instytut Badań Regionalnych Biblioteki Śląskiej − instytucja o charakterze badawczo-naukowym. Siedziba mieści się przy ulicy Ligonia 7 w Katowicach. Jest częścią Biblioteki Śląskiej.
Został powołany w 2011 roku decyzją Sejmiku Śląskiego. Było to zwieńczenie wieloletnich starań o przywrócenie w Katowicach instytucji podejmującej problematykę interdyscyplinarnych badań regionalnych. Kierownictwo nad pracami Instytutu objął w marcu 2012 roku prof. zw. dr hab. Ryszard Kaczmarek, kierownik Zakładu Archiwistyki i Historii Śląska na Wydziale Humanistycznym Uniwersytetu Śląskiego.
Instytut Badań Regionalnych w swojej działalności nawiązuje do:
- Instytutu Śląskiego, pierwszego ośrodka zajmującego się badaniami regionalnymi w Katowicach, powołanego w 1934 roku przez Romana Lutmana.
- Śląskiego Instytutu Naukowego im. Jacka Koraszewskiego, który został zamknięty w 1992 roku.

Po zamknięciu Śląskiego Instytutu Naukowego, Bibliotece Śląskiej udało się przejąć i zabezpieczyć jego księgozbiór, który po opracowaniu będzie służyć jako zaplecze naukowe Instytutu Badań Regionalnych. Materiały archiwalne związane z działalnością zarówno przedwojennego Instytutu Śląskiego, jak i Śląskiego Instytutu Naukowego przechowywane są przez Archiwum Państwowe w Katowicach.

## Rada Naukowa IBR
W grudniu 2011 roku odbyło się pierwsze posiedzenie Rady Naukowej. Zadaniem Rady jest wytyczanie kierunków rozwoju i opiniowanie planów merytorycznych Instytutu oraz sprawozdań z ich realizacji.
Przewodniczący Rady Naukowej Instytutu Badań Regionalnych Biblioteki Śląskiej:
- Prof. dr hab. Dariusz Rott – profesor nadzwyczajny Uniwersytetu Śląskiego,

Członkowie Rady Naukowej Instytutu Badań Regionalnych Biblioteki Śląskiej:
- Prof. dr hab. Ewa Chojecka – profesor historii sztuki, członek Komitetu Nauk o Sztuce Wydziału Nauk Społecznych Polskiej Akademii Nauk

- Prof. zw. dr hab. Julian Gembalski – profesor Akademii Muzycznej w Katowicach, kierownik Katedry Organów i Klawesynu

- Prof. UŚ. dr hab. Zbigniew Kadłubek –  profesor nadzwyczajny Uniwersytetu Śląskiego, kierownik Katedry Literatury Porównawczej na Wydziale Filologicznym

- Prof. dr hab. Krystyna Kossakowska-Jarosz – profesor Uniwersytetu Opolskiego, Katedra Literatury Romantyzmu

- Doc. dr hab. Jana Raclavská – profesor Uniwersytetu Ostrawskiego, Katedra Slawistyki i Studiów Języka Polskiego

- Prof. zw. dr hab. Grażyna Barbara Szewczyk – profesor  Uniwersytetu Śląskiego, dyrektor Instytutu Filologii Germańskiej

- Prof. zw. dr hab. Wojciech Świątkiewicz – profesor  Uniwersytetu Śląskiego, dyrektor Instytutu Socjologii

- Prof. dr hab. Inż. Marek Gzik – profesor Politechniki Śląskiej, dziekan Wydziału Inżynierii Biomedycznej[3].

## Cele działania
Głównym celem IBR jest prowadzenie interdyscyplinarnych działań o charakterze naukowo-badawczym i edukacyjnym na terenie regionu. Instytut jest organizatorem i współorganizatorem licznych konferencji, spotkań; integruje badaczy zarówno z Polski, jak i ze środowiska międzynarodowego. IBR jest zaangażowany w organizację uroczystości rocznicowych oraz wydawanie publikacji. Współpracuje z instytucjami, które propagują edukację regionalną.

## Projekty
1. Encyklopedia Województwa Śląskiego – interdyscyplinarny zbiór haseł z recenzją naukową, zawierający także słownik geograficzno-historyczny[5].
2. Projekt Edukacji Regionalnej (EDUŚ) dla Uczniów Województwa Śląskiego – efekt pracy dwóch zespołów, naukowego i nauczycielskiego. Składa się z dwóch części: wspólnej, przeznaczonej dla całego województwa śląskiego, a także osobnych modułów dla każdego subregionu historycznego wchodzącego w skład województwa śląskiego w jego obecnych granicach[6].
3. Debaty : "Ile było dróg do niepodległości...?"  - Celem projektu jest porównanie kluczowych wydarzeń związanych z odrodzeniem Polski w 1918 roku w różnych regionach znajdujących się w granicach dzisiejszego województwa śląskiego[7].
4. Olimpiada Wiedzy o Górnym Śląsku - o ogólnopolski, interdyscyplinarny konkurs wiedzy w zakresie czterech dziedzin: historii, geografii, literatury i dialektu śląskiego sztuki i dziedzictwa kulturowego Organizatorami Olimpiady są: Związek Górnośląski i Instytut Badań Regionalnych Biblioteki Śląskiej[8].
5. Śląski Słownik Geograficzno-Historyczny GEOHIST - Przedsięwzięcie obejmuje digitalizację dokumentów z zasobów Zbiorów Specjalnych Biblioteki Śląskiej oraz zespołu kartograficznego Archiwum Państwowego w Katowicach[9].